# Verspielte Heimat
Verspielte Heimat ist ein DDR-Kinofilm von 1971. Erzählt wird von der angeblich mangelnden westdeutschen Aufarbeitung der Zeit des Nationalsozialismus. Als Vorlage diente der gleichnamige Roman von Franz Popp aus dem Jahr 1968.

## Handlung
Der westdeutsche SPD-Funktionär und Chefredakteur Karl Waldner trifft bei einem Treffen der Sudetendeutschen Landsmannschaft auf den CDU-Politiker und früheren Henlein-Führer Meißner. Dieser ließ in den 1930er Jahren Karls Vater ermorden. Vergeblich versucht er mit Hilfe der SPD eine Strafverfolgung von Meißner zu veranlassen. Zu groß sind die parteiübergreifenden Widerstände. In Gesprächen mit seinem Jugendfreund Sepp Lukas überdenkt Karl seine eigene Geschichte und die der Sozialdemokratie.

## Hintergrund
Die „Henlein-Jugend“ war eine nach dem nationalsozialistischen Reichsstatthalter Konrad Henlein benannte Gruppierung, die unter anderem für das Reichsgau Sudetenland kämpfte.
Bereits zwei Jahre nach der Produktion wurde der Film aus dem Verleih genommen, da er mit Unterzeichnung des Grundlagenvertrags im Rahmen der Neuen Ostpolitik Willy Brandts politisch nicht mehr in die Landschaft passte.

## Veröffentlichung
Der Film hatte seine Kinopremiere am 18. Februar 1971 im Berliner Kino International.

## Kritiken
In der Zeitschrift Neue Zeit. bemerkte H.U., dass das Drehbuch die Schwäche des Films darstellt:

„Sie beeinträchtigt die Ueberzeugungskraft seiner gewichtigen, höchstes Interesse verdienenden politischen Aussagen. Man weiß (oder kann es zumindest wissen), was hier exemplifiziert wird. Das Mehr an emotionaler Intensivierung aber, das Kunst zu geben vermöchte, bleibt aus. Daran hat auch der junge Regisseur Claus Dobberke durch einen sachlichen, nüchternen Inszenierungsstil nichts ändern können.“

Das Lexikon des internationalen Films schreibt:

„Ein thematisch interessanter, von Drehbuch und Regie aber unterdurchschnittlicher Spielfilm, dessen politische Zielsetzung zu laienhaft und grobschlächtig formuliert wird.“